# Салакая, Шота Хичович
Шота Хичович (Хичевич) Салакая (абх. Салаҟаиа Шоҭа Хьыч-иҧа; 18 июля 1933, Тхина, Абхазская АССР — 7 ноября 2021, Сухум) — советский абхазский фольклорист, литературовед и литературный критик, специалист по абхазскому фольклору и литературе. Доктор филологических наук (1999), профессор Абхазского государственного университета (1999), действительный член Академии наук Абхазии (2002), лауреат Государственных премий имени Д. И. Гулиа (1980) и имени Г. А. Дзидзария (2020).

## Биография
Родился 18 июля 1933 года в селе Тхина Очамчырского района Абхазской АССР, с отличием окончил 8-летнюю школу там же. В 1948—1952 годах учился в абхазском секторе Сухумского педагогического училища (сейчас Сухумский государственный колледж).
В 1952—1956 годах обучался на отделении русского языка и литературы филологического факультета Сухумского государственного педагогического института (сейчас Абхазский государственный университет, АГУ), окончил с отличием. За отличную учёбу и активную общественную и творческую деятельность получал Ленинскую стипендию.
В 1956—1959 годах проходил аспирантуру при Институте грузинской литературы имени Ш. Руставели АН Грузинской ССР по специальности «фольклористика» под руководством Е. Б. Вирсаладзе. В 1965 году в Тбилисском государственном педагогическом институте имени А. С. Пушкина защитил диссертацию «Основные виды абхазского героического и исторического эпоса» и получил учёную степень кандидата филологических наук.
С 1959 года работал в отделе фольклора Абхазского института языка, литературы и истории (АбИЯЛИ, ныне Абхазский институт гуманитарных исследований, АбИГИ), являлся сначала младшим, с 1968 года — старшим, с 1992 года — главным научным сотрудником, в 1977—1988 годах являлся учёным секретарем института.
С начала 1960-х годов преподавал в СГПИ/АГУ; вёл общие и специальные курсы по абхазскому фольклору, абхазской литературе и литературе народов Северного Кавказа (абазинской, адыгской и другим). В 1968—1978 годах читал курс лекций по абхазской лиитературе в Тбилисском государственном университете, а в 1968 и 1972 — в Литературном институте имени А. М. Горького в Москве.
В 1998—2013 годах являлся главным учёным секретарём президиума Академии наук Абхазии (АНА). В 2002 году избран действительным членом АНА. С 2014 года являлся советником президента АНА. Являлся первым заместителем главного редактора «Вестника АН Абхазии».
В 1999 году в Институте мировой литературы имени А. М. Горького РАН защитил диссертацию «Эпическое творчество абхазского народа» в форме научного доклада и получил учёную степень доктора филологических наук. Также в 1999 году получил учёное звание профессора в АГУ.
В 2005—2021 годах являлся председателем комиссии по присуждению Государственной премии имени Г. А. Дзидзария. В 2020 году получил эту премию.
Избирался депутатом Сухумского городского совета и членом Сухумского городского комитета Коммунистической партии.
Сын — историк Сослан Салакая.
Умер 7 ноября 2021 года в Сухуме (Сухуми).

## Научная деятельность
Является первым абхазским профессиональным фольклористом. Специалист по устному эпическому творчеству, в частности, по нартскому эпосу. Выдвинул концепцию трёх типологически последовательных этапов развития абхазского эпоса: архаического, классического (государственного) и собственно исторического, предложил тематическую классификацию абхазского историко-героического эпоса.
Написал более 200 публикаций, в том числе по вопросам фольклорных истоков и истории абхазской литературы и по творчеству абхазских писателей (Д. И. Гулиа, И. А. Когониа, Дз. Х. Дарсалия, С. Я. Чанба, И. Г. Папаскири, Л. Б. Квициниа, К. К. Агумаа, Б. В. Шинкуба и других).
Является автором двух монографий:
- «Абхазский народный героический эпос» (1966);
- «Абхазский нартский эпос» (1976);

а также сборников фольклорных текстов и литературно-критических статей, учебной и учебно-методической литературы для абхазских школ и вузов.
Принимал участие в создании обобщающих литературоведческих исследований:
- «Абхазская литература: краткий очерк» (1968);
- «Очерки истории абхазской литературы» (1974);
- «История абхазской литературы». Ч. I (1986).

Написал статьи для нескольких фундаментальных трудов:
- «История многонациональной советской литературы» (М., 1970-е гг.);
- «Краткая литературная энциклопедия» (М., 1960—1970-е гг.);
- «Мифы народов мира: Энциклопедия в двух томах» (М., 1980-е гг.).

Являлся ответственным редактором 12-томной серии «Абхазское народное поэтическое творчество» и составителем двух томов этой серии.
Писал на русском и абхазском языках.

## Награды и признание
- Государственная премия имени Д. И. Гулиа (1980) за монографию «Абхазский нартский эпос»[7].
- Государственная премия имени Г. А. Дзидзария (2020)[8] за трёхтомник избранных научных трудов[12].
- Заслуженный работник культуры Республики Абхазия (1983)[3].
- Медаль «Ветеран труда» (1985)[7].
- Действительный член Академии наук Абхазии (2002)[3].
- Действительный член Адыгской (Черкесской) международной академии наук (2006)[5].
- Орден «Честь и слава» II степени (2008)[7].
- Заслуженный деятель науки Республики Абхазия (2013)[3].
- Заслуженный работник высшей школы Республики Абхазия (2014)[3].
- Член Союза писателей СССР (1973)[7].
- Член Союза писателей Абхазии (1973)[7].
- Член Союза писателей России (1999)[5].
- Член Союза журналистов Абхазии[13].